# Само за снимка
„Само за снимка“ (на английски: Just Shoot Me!) е американски ситком. В периода от 1997 до 2003 г. са заснети седем сезона с общо 148 епизода, които са излъчени по телевизия NBC.

## Актьорски състав
- Лора сан Джакомо – Мая Гало
- Джордж Сегал – Джак Гало
- Енрико Колантони – Елиът ДиМоро
- Уенди Малик – Нина Ван Хорн
- Дейвид Спейд – Денис Финч

## Описание
Действието се развива в офиса на модното списание Чар (Blush). Там Джак Гало, Мая Гало, Елиът ДиМоро, Нина ван Хорн, Денис Финч и целият екип се опитват да работят заедно, но едновременно с това да се забавляват и завързват приятелства, да срещнат любовта. Всеки изпълнява своите задачи не без помощта на другите.
- Мая Гало е журналистка за списанието. Дъщеря на собственика Джак Гало, винаги се опитва да се отнася професионално към работата си, въпреки трудностите, които неволно ѝ създават нейните колеги.
- Елиът ДиМоро е фотограф на Чар. Той е най-големият плейбой, докато не започва връзката си с Мая. Преди нея е имал безброй авантюри с манекенки, които е снимал.
- Нина ван Хорн е журналистка. Тя е бивш модел, който не може да преодолее това, че вече не е на подиума. От манекенските си години има много познанства с хора от хайлайфа. Често е канена на модни ревюта и светски партита.
- Денис Финч е „момчето за всичко“. Той е асистент на Джак Гало, готов да изпълни и най-странните му прищевки. Прави всичко, което му възложат в замяна на малки подаръци от ресторантите, които Джак посещава.
- Джак Гало е собственикът. Отдавна е минала неговата младост, но това не му пречи да е женен за жена, която е съученичка на дъщеря му и да има бебе – Хана. Джак е инаги готов за една игра на голф.

## „Само за снимка“ в България
В България целият сериал е излъчен по bTV през 2003 – 2004 г. Ролите се озвучават от Ева Демирева, Албена Павлова, Константин Каракостов и Илиян Пенев.
Повторенията му са излъчени по Fox Life. През 2008 г. започва излъчване и по AXN със субтитри на български.
На 3 януари 2011 г. започва повторно излъчване по TV7, всеки делничен ден от 16:00. Седми сезон е преозвучен и Павлова е заместена от Мина Костова.